# Кобри
Кобрите (Naja) са отровни змии от семейство Elapidae. Кобрите обикновено обитават тропически или пустинни региони на Азия и Африка. Повечето са много дълги, достигат до 1,2 – 2,5 m. Кралската кобра може да достигне до 5,2 m, което я прави най-голямата отровна змия в света.
Видът е малко агресивен. Змията напада само ако е провокирана или в друго екстремно положение, което заплашва нейното оцеляване. Освен това не всички ухапвания са опасни за живота. В серия от записани ухапвания в Мала Азия само 55% са били отровни.
Кобра е португалското наименование на змия, идващо от латинската дума colobra. Когато португалските мореплаватели пристигнали до бреговете на Африка и Южна Азия през 16 век, те кръстили кобрите „cobra-capelo“ (на английски: hood snake – качулата змия).

## Хранене
Кобрите убиват своята плячка, обикновено малки гризачи или птици като инжектират невротоксин, който се намира в кухина на зъбите им. Невротоксинът блокира връзката между засегнатите неврони и мускулите, което спира движението. Кралската кобра яде други змии.

## Разпознаване
Кобрите са в различни цветове, от черно или кафяво до жълтеникаво бяло. Черната кобра в Пакистан и Северна Индия е подвид на Индийската кобра (Naja).
Кобрите най-вече могат да бъдат разпознати по „ушите“, образувани от кожа и мускули зад главата, чрез които тя изглежда по-голяма и по-заплашителна пред хищниците.

## Класификация
В природата съществуват 27 вида Кобри:
Род Кобри
- Naja anchietae Bocage, 1879
- Naja annulata (Buchholz & Peters, 1876)
- Naja annulifera Peters, 1854
- Арабска кобра (на латински: Naja arabica)Scortecci, 1932
- Naja ashei Wüster and Broadley, 2007
- Китайска кобра (на латински: Naja atra)Cantor, 1842
- Naja christyi (Boulenger, 1904)
- Египетска кобра (Naja haje) (Linnaeus, 1758)
- Очиларка (Naja kaouthia) Lesson, 1831
- Малийска кобра (на латински: Naja katiensis)Angel, 1922
- Naja mandalayensis Slowinski & Wüster, 2000
- Черно-бяла кобра (на латински: Naja melanoleuca)Hallowell, 1857
- Мозамбикска кобра (на латински: Naja mossambica)Peters, 1854
- Индийска кобра (Naja naja) (Linnaeus, 1758)
- Naja nigricincta Bogert, 1940
- Naja nigricollis Reinhardt, 1843
- Капска кобра (Naja nivea) (Linnaeus, 1758)
- Naja nubiae Wüster & Broadly, 2003
- Средноазиатска кобра (на латински: Naja oxiana)(Eichwald, 1831)
- Червена плюеща кобра (на латински: Naja pallida)Boulenger, 1896
- Филипинска кобра (на латински: Naja philippinensis)Taylor, 1922
- Naja sagittifera Wall, 1913
- Naja samarensis Peters, 1861
- Сенегалска кобра (на латински: Naja senegalensis)Trape, Chirio & Wüster, 2009
- Азиатска черна плюеща кобра (на латински: Naja siamensis)Laurenti, 1768
- Naja sputatrix F. Boie, 1827
- Naja sumatrana Müller, 1887

Въпреки имената, следните змии не са точно кобри и не принадлежат към рода Naja:
- Западна водна кобра (на латински: Boulengerina annulata stormsi)
- Златна дървесна кобра (на латински: Psuedohaje goldii)
- Щитоносна кобра (на латински: Aspidelaps lubricus lubricus)
- Кралска кобра (Ophiophagus hannah)
- Бяла кобра (на латински: Malpolon moilensis)